# Catocala nubilosa
Catocala nubilosa är en fjärilsart som beskrevs av Schultz 1906. Catocala nubilosa ingår i släktet Catocala och familjen nattflyn. Inga underarter finns listade i Catalogue of Life.